# يوسيب إيليتشيتش
يوسيب إيليتشيتش (بالصربية: Josip Iličić) وهو لاعب كُرة قدم سلوفيني بمركز وسط المهاجم ولد في يوم 29 يناير 1988 في بلدة بريجدور في جمهورية البوسنة والهرسك الاشتراكية في جمهورية يوغسلافيا الاشتراكية الاتحادية وهو يلعب حالياً مع نادي أتالانتا كما سبق له اللعب مع نادي باليرمو في إيطاليا ونادي ماريبور ونادي إنفربلوك وبونيفيكا إزولا ونادي بريتوف ونادي كرانج في سلوفينيا وهو يلعب أيضاً مع منتخب سلوفينيا لكرة القدم مُنذ عام 2010 ويبلغ طوله 190 سم.

## روابط خارجية
- يوسيب إيليتشيتش على موقع الاتحاد الدولي (مؤرشف)  (الإنجليزية)
- يوسيب إيليتشيتش على موقع الاتحاد الأوربي (الإنجليزية)
- يوسيب إيليتشيتش على موقع قاعدة بيانات كرة القدم.إي يو (الإنجليزية)
- يوسيب إيليتشيتش على موقع ليكيب (الفرنسية)
- يوسيب إيليتشيتش على موقع ناشيونال فوتبول تيمز (الإنجليزية)
- يوسيب إيليتشيتش على موقع Soccerbase.com (لاعب) (الإنجليزية)
- يوسيب إيليتشيتش على موقع Soccerway.com (الإنجليزية)
- يوسيب إيليتشيتش على موقع عالم كرة القدم.نت (الإنجليزية)
- يوسيب إيليتشيتش على موقع AS.com (الإسبانية)